# 플랜맨
《플랜맨》은 2014년에 개봉한 대한민국의 코미디 영화이다. 60만 관객을 돌파하였다.

## 줄거리
계획대로 살아가는 남자 한정석(정재영)과 계획에 없던 여자 유소정(한지민)의 사랑 이야기

## 캐스팅
- 정재영 : 한정석 역
- 한지민 : 유소정 역
- 장광 : 구상윤 역
- 김지영 : 의사 역
- 차예련 : 이지원 역
- 주진모 : 세탁소 아저씨 역
- 최원영 : 유부남 병수 역
- 유승목 : 이작가 역
- 조용진 : 한정석 아역
- 고서희 : 정석의 어머니 역
- 박길수 : 남과장 역
- 박진주 : 은하 역
- 박진우 : 상훈 역
- 소희정 : 경미 역
- 이한나 : 여고생 역
- 하재숙 : 무기력녀 역
- 김지훈 : 덩치남 역
- 성병숙 : 미영 역
- 이예은 : 민지 역
- 정영기 : 매니저 역
- 성기욱 : 서PD 역
- 황병국 : 일본 연구원 역
- 뮤지 : 심사위원 뮤지 역
- 고우림 : 강연 아이 역
- 남태부 : 오타쿠관객 역
- 안명주 : 그룹치료환자 1 역